# Tulostoma exasperatosporum
Tulostoma exasperatosporum es una especie de hongo del género Tulostoma, de la familia Agaricaceae, orden Agaricales. Fue descrita por J.E. Wright.

## Distribución
Se distribuye por América del Sur.